# 基督教对旧约的看法

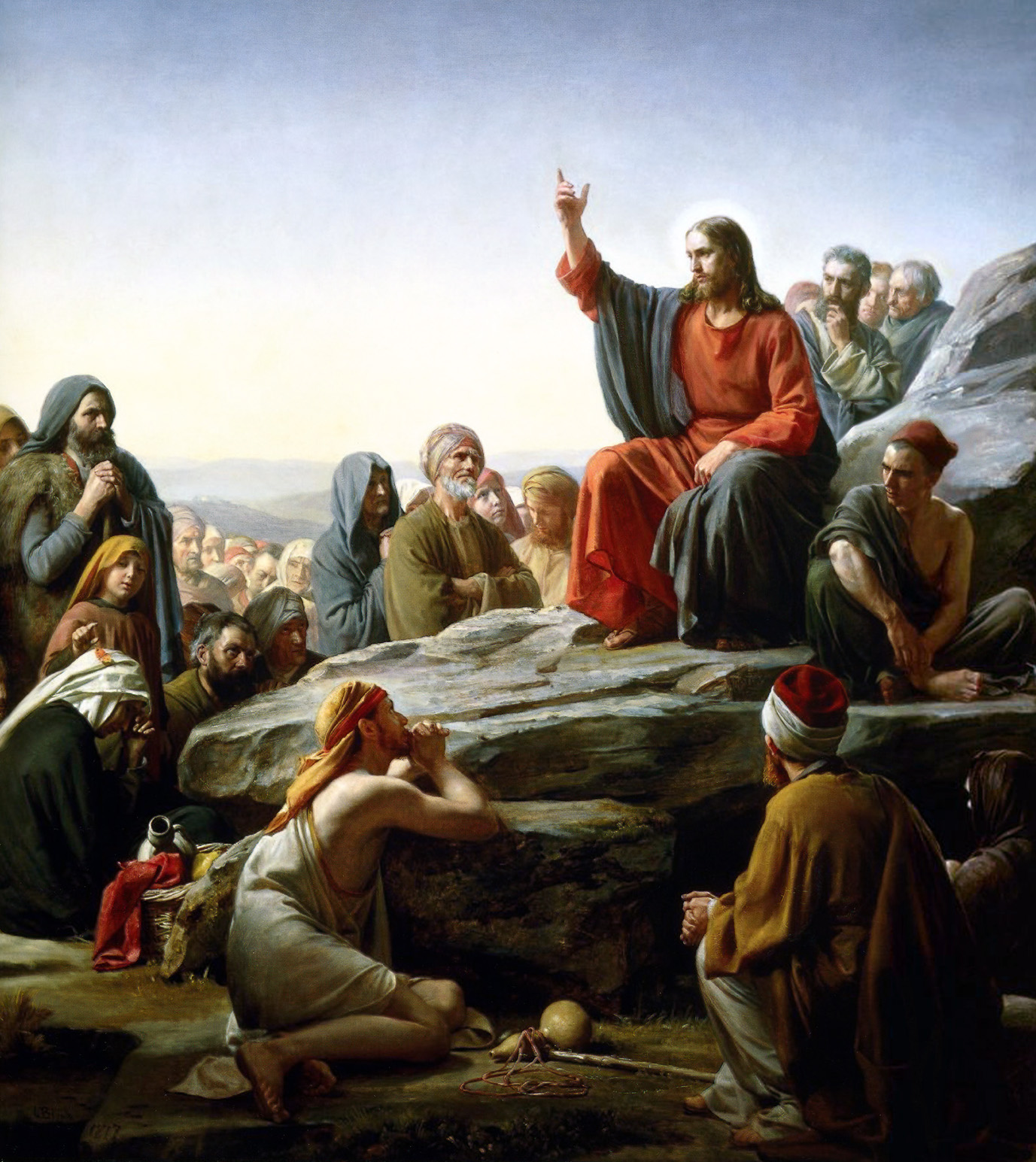
描绘山上宝训的画作，画中耶稣在讲解旧约。作者为丹麦画家Carl Heinrich Bloch，作于1890年。

通常被基督徒称为“旧约”（与“新约”相对而言）的摩西之约或摩西律法，在基督教的起源中起到很重要的作用，并且从基督教开始之初就引起严肃的争论与争议：例如耶稣在山上宝训中对律法的教导，和基督教初期关于割礼的争议。
犹太教正统派主张，摩西把哈拉卡颁布给了犹太人，那些律法不适用于非犹太人（包括基督徒），唯一的例外是挪亚七律，适用于全人类。
大多数基督徒认为，只有道德律（相对于礼仪律）仍然适用；其他则认为都不适用；双约神学家认为旧约只对犹太人适用；还有少数人持全部旧约都对耶稣与新约的信徒适用。

## 不同看法

### 天主教

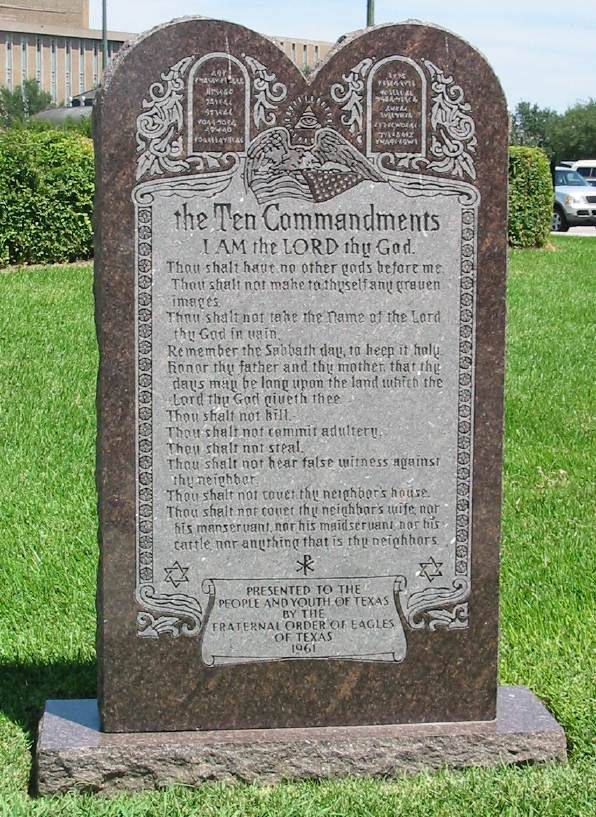
德克萨斯州议会大厦前广场上的纪念碑上写有十诫，其中包括：“当记念安息日，守为圣日。”

神学家托马斯·阿奎那解释说，有三种圣经诫命：道德律、礼仪律和司法律。他主张，道德律是永恒的，因为它们作为自然法的组成部分，在颁布律法前便已存在。礼仪诫律（“礼仪律”处理的是敬拜天主的形式与洁净礼）和司法诫律（例如出埃及记21章）只随摩西律法而存在，只是暂时性的。礼仪诫命是为“特定时间内对天主的敬拜和预表基督而规定”。因此，在基督到来后它们就不再有约束力，阿奎那认为，继续遵守它们就等于错误地宣称基督没有来过，对基督徒来说是种致死的罪。

### 信义宗

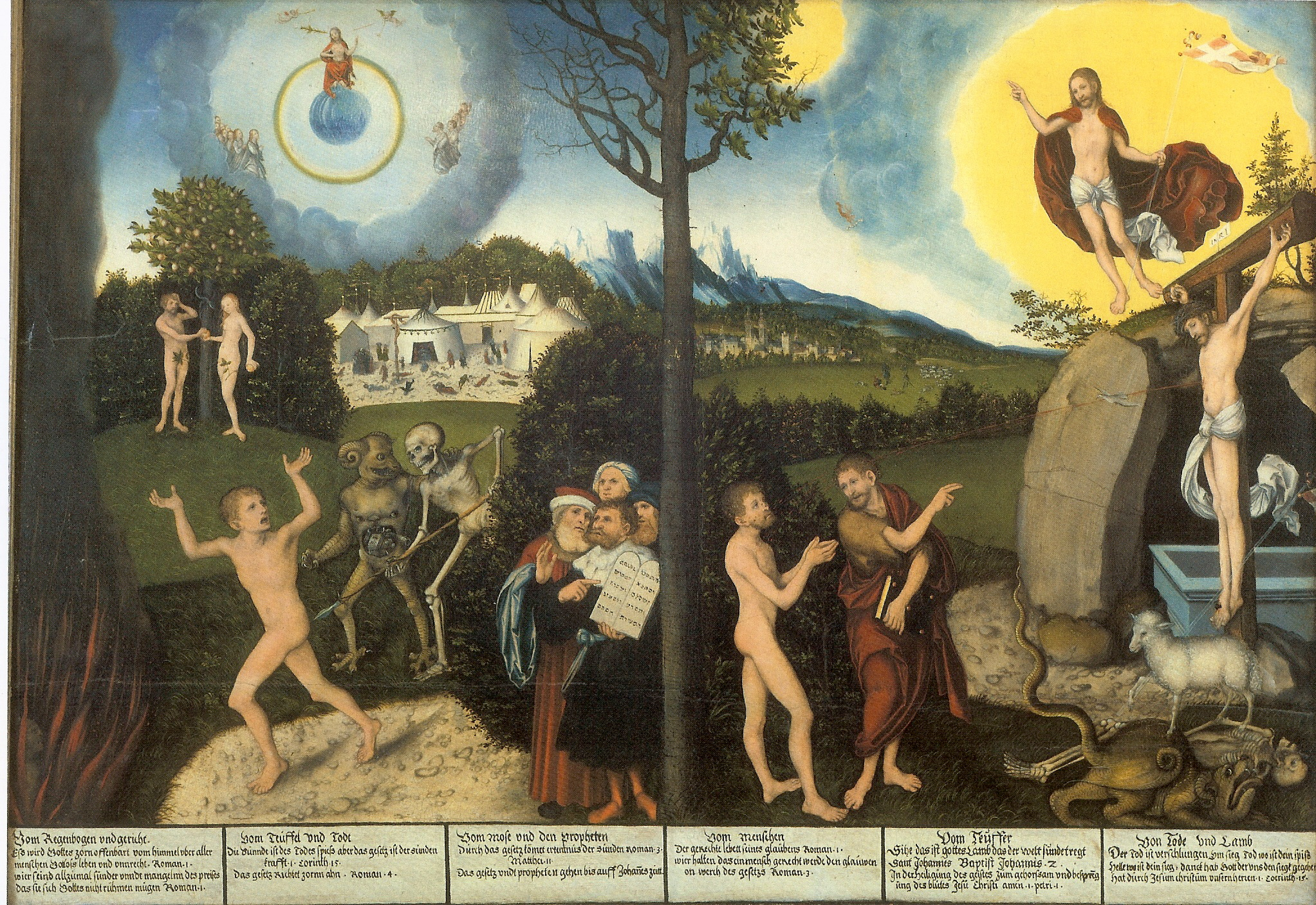
律法与恩典，信义宗信徒Lucas Cranach the Elder作。树的左边表现的是律法，右边是恩典。

信义宗《协和信条》（1577年）第五条宣称：
|  | 我们相信、教导并承认，福音应在教会中作为一盏特别灿烂的光与律法保持分別，根据圣保罗的训诫，上帝的话语是正确地分开的。 |

### 归正宗

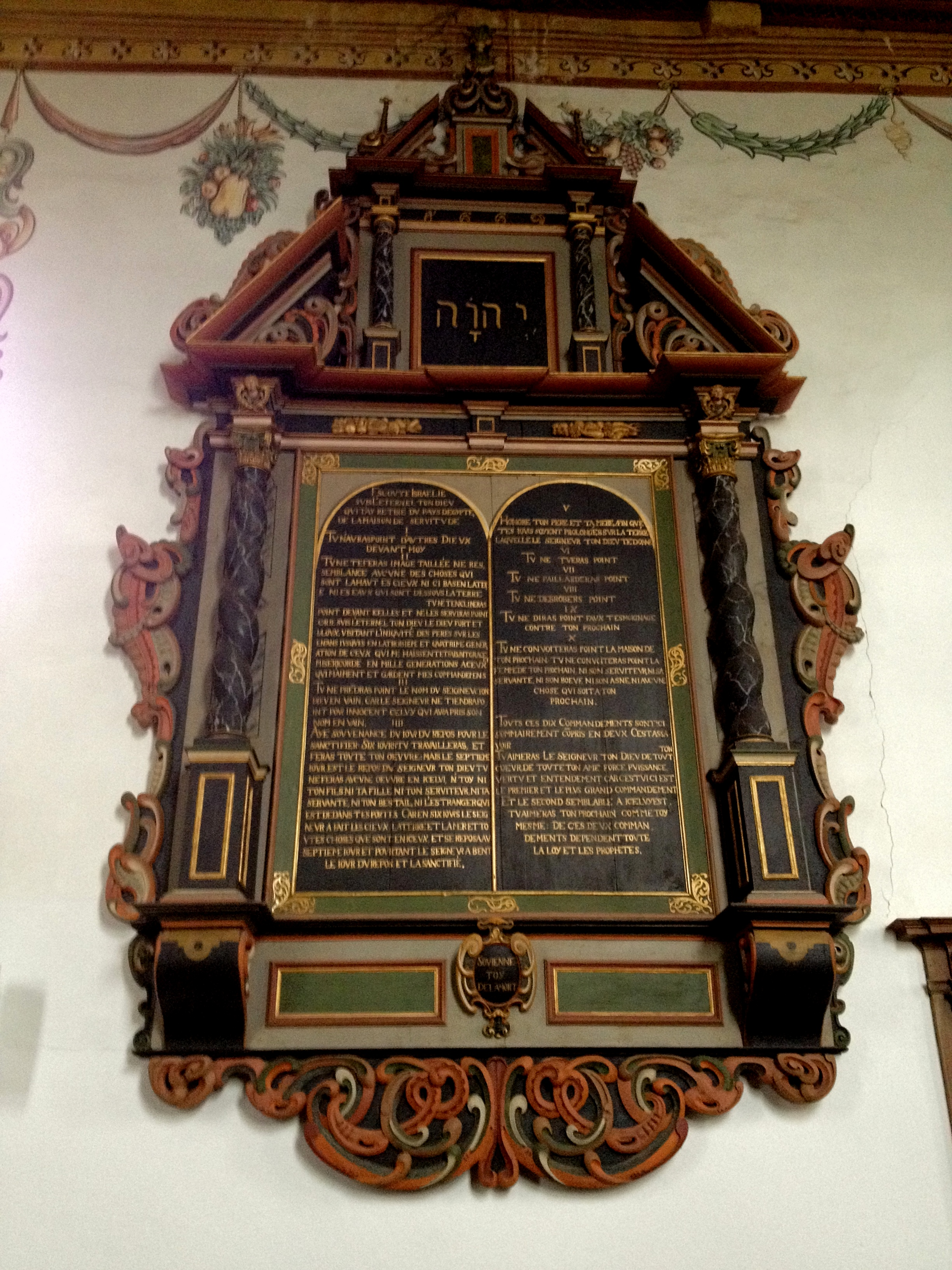
瑞士利格兹归正教会内的十诫

归正宗或加尔文主义的看法被称为圣约神学，对新约下摩西律法仍然继续这点上与天主教看法类似，同时宣称有些部分已经“过期”，不再适用《西敏斯特信仰信条》（1646年）将摩西律法分为三类：道德、民事和礼仪。在威斯敏斯特宗教会议看来，摩西律法中，只有包括了十诫和新约中重复的命令的道德律，直接适用于现今的基督徒。在这种看法中，礼仪律包括有关仪式性洁净、节日、饮食与利未支派祭司身份的规范。

### 圣公宗
圣公宗神学则通过它的历史性界定声明作出表述，即三十九条信纲。